# Akçaykaracalı, Terme
Akçaykaracalı là một xã thuộc huyện Terme, tỉnh Samsun, Thổ Nhĩ Kỳ. Dân số thời điểm năm 2010 là 331 người.